# الاتحاد الوطني للاعبي كرة القدم المحترفين
الاتحاد الوطني للاعبي كرة القدم المحترفين (بالفرنسية: Union nationale des footballeurs professionnels, UNFP)‏ هي جمعية تأسست في 16 نوفمبر 1961 من قبل اثنين من لاعبي كرة القدم (إيوجين نجو ليا، و جاست فونتين) ورجل قانون (جاك برتراند). وهي حاليا النقابة الرئيسية للاعبي كرة القدم الفرنسيين المحترفين. والرئيسان هما فيليب بيات وسيلفان كاستينديوش.
كل شهر، يتم منح جائزة من قبل الجمعية لأفضل اللاعبين في دوري الدرجة الأولى والثانية.
في نهاية كل موسم، يمنح جائزة من قبل الجمعية لأفضل لاعبي ومدربي وحكام في دوري الدرجة الأولى والثانية لهذا الموسم.
خلال الصيف، منذ 1990، تُنظم الجمعية دورات تدريبية للاعبين الذين انتهت عقودهم، والذين لم يجدوا فرق جديدة بعد.

## الرؤساء
- 1961–1964: جاست فونتين
- 1964–1969: ميشيل هيدالغو
- 1969–2006: فيليب بيات
- 2006–الآن: فيليب بيات & سيلفان كاستينديوش